# Barkabogárfélék
A barkabogárfélék (Orsodacnidae) a rovarok (Insecta) osztályában a bogarak (Coleoptera) rendjébe, azon belül a mindenevő bogarak (Polyphaga) alrendjébe tartozó család. A taxont sokáig nem tekintették külön családnak, hanem a levélbogárfélék Sagrini nemzetségébe sorolták őket, majd külön alcsaládként kezelték Orsodacninae néven.

## Fordítás
- Ez a szócikk részben vagy egészben  a   Pollenbladbiller című norvég Wikipédia-szócikk fordításán alapul.  Az eredeti cikk szerkesztőit annak laptörténete sorolja fel. Ez a jelzés csupán a megfogalmazás eredetét és a szerzői jogokat jelzi, nem szolgál a cikkben szereplő információk forrásmegjelöléseként.